# Federico X de Dinamarca
Federico X de Dinamarca 
(en danés: Frederik André Henrik Christian; Copenhague, 26 de mayo de 1968) es el rey de Dinamarca. Como soberano, es jefe de Estado, comandante en jefe de las Fuerzas Armadas de Dinamarca y tiene la autoridad suprema de la Iglesia del Pueblo Danés. Accedió al trono tras la abdicación de su madre, la reina Margarita II, el 14 de enero de 2024.

## Biografía

### Nacimiento
Nació mediante cesárea el 26 de mayo de 1968 en el Hospital Universitario de Copenhague, convirtiéndose en el primogénito, de la por aquel entonces, princesa heredera Margarita, hija mayor del rey Federico IX, y la reina consorte Ingrid.

### Bautismo
Fue bautizado en la iglesia de Holmen en Copenhague. Sus padrinos y madrinas fueron: el conde Etienne de Laborde de Monpezat (tío paterno), la reina Ana María de Grecia (tía materna), el príncipe Jorge de Dinamarca, el barón Christian de Watteville-Berckheim, la gran duquesa Josefina Carlota de Luxemburgo y Birgitta Juel Hillingsø.

### Nombres
- Federico: por la tradición de la familia real danesa de que todos los reyes se tienen que llamar o Federico o Cristián; era además el nombre de su abuelo el rey Federico IX.
- Andrés: en honor a su abuelo paterno Andrés de Laborde de Monpezat.
- Enrique: en honor a su padre el príncipe Enrique.
- Cristián: en honor a su bisabuelo el rey Cristián X.

### Hermano
- Joaquín Holger Waldermar Cristián, nacido el 7 de junio de 1969.

### Educación primaria y secundaria
Estudió en Skole Krebs durante los años 1974 a 1981, (entre 1974-1976 como alumno privado en el Palacio de Amalienborg). Entre 1982-1983, estudió en la Ecole des Roches en Normandía, Francia. En 1986, se graduó de la High School Gymnasium Øregaard.

### Educación Superior
En 1989, comenzó un curso en Ciencias Políticas por la Universidad de Aarhus, que incluyó un año en la Universidad Harvard, EE. UU. (1992-1993) y se graduó en febrero de 1995 con un máster en Ciencias Políticas (Cand.scient.pol.), después de haber escrito su tesis sobre la política exterior de los Estados bálticos. El rector de entonces, Henning Lehmann lo elogió por «completar el curso en el plazo oportuno de estudio, por haber realizado con una precisión impresionante y una sensación de inmersión». Él terminó el curso en el plazo normal, con resultados de las pruebas por encima del promedio y para escribir su tesis visitó los países bálticos varias veces durante sus estudios.

### Idiomas
Además de su lengua materna, el danés, habla inglés, francés y alemán.

### Carrera militar
El príncipe heredero Federico tuvo una preparación militar constante con algunas interrupciones para dedicarse a su formación académica, desde 1986 hasta 2004. Federico fue educado principalmente en la defensa, con exigente entrenamiento físico y realizó extensos estudios y formación militar en los tres servicios, incluida la finalización de la educación como un marinero en la élite de operaciones navales de las fuerzas especiales, el Frømandskorpset (sus miembros son conocidos como hombres-rana, y todos los años 500-600 personas comienzan el curso y menos de una docena pueden completar los nueve meses). Comenzó su educación militar como recluta de la Guardia Real (1986), el siguiente fue nombrado teniente de la reserva (1988), se convirtió en comandante del Regimiento de la Guardia Real danesa (1988), fue nombrado por primera vez primer teniente de la reserva (1989). El príncipe heredero completó su formación en la Marina con la Expedición Real Cuerpo de Hombre Rana danés (1995). Fue nombrado teniente comandante de la reserva de la Marina (1997), capitán de la reserva del ejército (1997) y capitán de la reserva de la Fuerza Aérea (2000). Entre 2001 y 2002, el príncipe heredero ha realizado la fase II del curso para los líderes en Real Colegio de Defensa danés. En 2002, fue designado para cargos importantes de la reserva, Mayor de la Reserva del Ejército y de la Fuerza Aérea y comandante naval en la Armada y Fuerza Aérea. El príncipe Federico se mantuvo activo en la defensa y en el período 2002 - 2003 sirvió como oficial del Estado Mayor del Comando de Defensa de Dinamarca, y desde 2003 como profesor del Instituto de Estrategia del Royal College de Defensa Danés. En abril de 2004, fue nombrado comandante en altos niveles en la Marina, teniente coronel del Ejército y teniente coronel de la Fuerza Aérea.

### Carrera civil
El príncipe heredero de Dinamarca sirvió en la misión de la ONU en Nueva York en 1994. De octubre de 1998 a octubre de 1999, fue enviado a la embajada del Reino de Dinamarca en París, donde se desempeñó como primer secretario.

### Funciones y actividades actuales
A partir de 2003 trabaja como supervisor y profesor en el área de Ciencias Políticas, metodología, perspectivas y políticas de seguridad de la globalización del Instituto de Estrategia de la Escuela Real Danesa de Defensa, así como en el asesoramiento, a los estudiantes de la academia, en la preparación de sus tesis. Además de participar en el Consejo de Estado danés. Ejerce frecuentemente como regente en ausencia de su madre (una de las actividades públicas más destacadas de estas ocasiones fue la de representar a la reina en los cambios ministeriales). Además, según confirmado en documental sobre el Palacio Amalienborg en 2016, participa regularmente de las reuniones semanales entre el gobernante y el primer ministro y otros ministros, y se le ha dado un papel mucho más prominente en las visitas de Estado en Dinamarca y en el extranjero. Presta su nombre a la Fundación Príncipe Heredero Federico, y a través de ella distribuye subvenciones para la investigación científica. Es presidente de la Fundación Rey Federico y Reina Ingrid, cuyos fines son humanitarios y culturales. Patrocina instituciones de ayuda humanitaria, política exterior, investigación científica, sostenibilidad, arte, salud y deporte. En 2009, se convirtió en miembro del Comité Olímpico Internacional y por ello participa en citas, asambleas y eventos deportivos del COI.

### Participación en expediciones
El príncipe tomó parte en una expedición a Mongolia en 1986. En 2000, el príncipe heredero participó en "Expedición Sirio 2000" durante un período de cuatro meses y 2795 km en una expedición de trineos de perros en la parte norte de Groenlandia. La expedición de 2000 marcó los 50 años de aniversario de la "Patrulla Sirio", que es responsable de supervisar el norte y noreste de Groenlandia y la ejecución de la soberanía danesa. El heredero al trono de Dinamarca fue parte de la expedición polar ya que era un «cineasta», cuya función era la de garantizar una mejor cobertura del evento.

### Patrocinios
El príncipe heredero Federico patrocina y realiza tareas de honor en diversas instituciones relacionadas con cuestiones humanitarias, la política exterior, la investigación científica, la salud, la sostenibilidad, medio ambiente, arte, cultura y deportes. Como patrono de la Fundación Anders Lassen apoya la rehabilitación de soldados heridos y distribuye anualmente subvenciones a soldados heridos y sus familias y a militares activistas. Como protector de Save the Children ha apoyado campañas para reducir la mortalidad infantil, la violencia y la exclusión e hizo donaciones para la construcción de refugios. Como patrono de la Cruz Roja, llama la atención sobre las calamidades e intermedia donaciones a las causas humanitarias.
Algunos patrocinios y tareas de honor destacables:
- La Asociación de Sordos de Dinamarca
- Donantes de sangre en Dinamarca
- La Asociación Danesa de Personas Sordas
- La Organización Danesa de Dislexia
- La Cruz Roja Danesa
- Real Premio a la Sostenibilidad
- Planta un árbol
- La Comisión para la Investigación Científica en Groenlandia
- The Save the Children
- La Sociedad de Política Exterior
- Fundación Anders Lassen
- Jóvenes Líderes Globales
- Federación Internacional de Vela

### Fundación Príncipe Heredero Federico
El propósito de su fundación, Kronprins Frederiks Fond, es proporcionar asistencia financiera a los estudiantes de las ciencias política y social, para el estudio de un año en el John F. Kennedy School of Government en Harvard. Busca también proporcionar apoyo financiero para expediciones científicas, en particular a las partes extranjeras del mundo, incluyendo Groenlandia y las Islas Feroe y a fines deportivos, incluidos los que tienen un aspecto particularmente social.

### Áreas de interés

#### Investigación científica, sostenibilidad y cambio climático
El príncipe tiene demostrado particular interés por el tema de la sostenibilidad y el cambio climático. Desde su fundación en 1996, es el padrino del Premio Real para la Sostenibilidad (Royal Awards for Sustainability), que distribuye premiaciones y crea conciencia sobre la sostenibilidad y el desarrollo de plataformas en temas ambientales. Ha representado a Dinamarca en la promoción de energía limpia y fuentes de energía alternativa producidas en el país. Le fue otorgado el premio Årets Fjernvarmedansker por su iniciativa para cambiar la calefacción de su palacio renovado por una opción ambientalmente racional, que permite un muy importante ahorro de energía, creando así una mayor conciencia de esa opción. Fue entrevistado por Richard Quest para el programa Futures Cities, de CNN International, por su compromiso con la sustentabilidad, que se hizo más evidente en su ejemplo de ahorro de energía en el palacio reformado. Él y los otros herederos escandinavos, Victoria de Suecia y Haakon de Noruega, han realizado viajes juntos en los últimos años para presenciar de cerca los efectos del cambio climático. El príncipe heredero danés tiene participado en foros para discutir el tema, como el U.N. Global Compact en Nueva York (2009), la Cumbre de Copenhague, COP15 (2009), World Future Energy Summit en Abu Dhabi (2010), Ukrainian - Danish Business Forum (2011), sobre política energética y Global Green Growth Forum (2011). El príncipe heredero fue uno de los miembros de la realeza recordado y entrevistado por Financial Times como un activista por el clima.
Federico apoya con especial atención la fundación que organiza la Galathea 3, la mayor expedición científica danesa desde hace más de 50 años, cuyo objetivo es de reforzar la investigación científica danesa, no sólo en virtud de los proyectos de investigación que han sido incluidos en la expedición, pero también en relación con la contratación de la próxima generación de científicos de investigación. El Príncipe es patrono de la Fundación que la organiza, frecuenta a menudo a los eventos de la institución y fue expedicionario de Galathea.

##### Publicaciones de Federico
Debido a su implicación con el tema del cambio climático el príncipe heredero Federico fue el encargado de escribir el prólogo del libro Naturen og klimaændringerne i Nordøstgrønland (La naturaleza y el cambio climático en Groenlandia), diseñado para ayudar a estimular el interés de los jóvenes secudaristas de Groenlandia para la investigación científica en la Universidad de Aarhus y para los recientes problemas climáticos. Fue también un de los autores del libro Polartokt Kongelig (Real Expedición Polar), publicado en otoño de 2009, con prólogo escrito por Kofi Annan, en el que comparte impresiones y experiencias de sus viajes a Svalbard y Groenlandia, junto con sus compañeros escandinavos Haakon Magnus de Noruega y Victoria de Suecia, y sobre todo de los desafíos climáticos enfrentados.

#### Deportes y salud
Federico es también conocido por ser un hombre amante de los deportes y patrocina organizaciones relacionadas con el tema sea por gusto personal como por el fomento de una vida sana y activa. Ha participado activamente en diversos eventos deportivos, como carreras y maratones en París, New York y Copenhague, habiendo finalizado los 42 km de la última con el meritorio tiempo de 3 horas, 22 minutos y 50 segundos. Se ha desempeñado con frecuencia en campeonatos europeos y mundiales de vela, como capitán del barco Nanoq, habiendo obtenido buenas posiciones. Fue líder de campeonatos, como el European Dragon Championships 2003, concluyendo como el cuarto mejor en Europa entre 51 buques, ganó carreras de mundiales, terminando entre el top 10 (octava posición) en mundial Farr 40 de 2007 y como el cuarto mejor del mundo entre 33 participantes en la misma categoría en 2008. En su país, terminó en sexto lugar, entre 74 competidores nacionales e internacionales, en la Dragon Gold Cup 2009. Obtuvo el primer lugar en su clase de buques, en la más tradicional competencia de Dinamarca, el Fyn Cup 2010. y el cuarto lugar entre 25 buques, en el Dragon DM 2011. Durante varios años Federico se ha mantenido activo en la Federación Internacional de Vela. En octubre de 2006, el periódico Politiken reconoció su papel en ganar la realización del campeonato del mundo de Farr 40 para Dinamarca, que se celebraría a finales de 2007 bajo su influencia.
Además de dar apoyo financiero, a través de su fundación, a las actividades deportivas de carácter social, el príncipe ha tratado de promover la calidad de vida especialmente entre los jóvenes, en un ambiente sano y sostenible, a través de la práctica de deportes. Entre sus campañas de sensibilización ha inaugurado y promovido gimnasios bosques ("Nature Fitness Track") donde, acompañado por el ministro de medio ambiente compitió con jóvenes estudiantes y los alentó al uso de las "herramientas" de los bosques naturales para la práctica de actividad física. En Washington D. C. en 2010, participó en un evento de ciclismo, junto con la estrella del baloncesto Caron Butler y dos miembros del Congreso para promover modos de transporte alternativos para los estadounidenses. Incluso en el extranjero ha apoyado eventos de prevención de diabetes juvenil que fomentan una vida activa y nutrición saludable.

### Miembro del Comité Olímpico Internacional
El 9 de octubre de 2009, fue elegido miembro del Comité Olímpico Internacional, con 77 votos a favor y 9 en contra. La aplicación del príncipe heredero fue recibido con cierto escepticismo en Dinamarca, ya que podría significar que compremetería su neutralidad política. Federico, sin embargo, no se dio por vencido, en una entrevista admitió que a pesar de las críticas y objeciones, «Habría sido una vergüenza para sentarnos aquí en este sofá hoy y decir: Sí, lo he considerado, pero no lo hice de todos modos. Porque no tengo suficiente confianza en mí mismo para hacerlo, para cruzar e ir más allá de la frontera (...). Creo en mí mismo y estoy bien preparado para contribuir de manera constructiva en el COI». El Príncipe heredero, anunció que su punto focal y la razón para la adhesión al Comité Olímpico Internacional es promover un estilo de vida activo entre los jóvenes y sondeos de Gallup y del diario Berlingske mostraron que la mayoría de los daneses encuestados estaban a favor de la candidatura del príncipe heredero al COI. Igual la mayoría de los jóvenes consultados por Gallup no era contraria a él hablar de política, aunque Federico aseguro que estaría involucrado en las cuestiones relacionadas con el deporte, dejando la política a los políticos, pero no sería un espectador pasivo, sería activo incluso a puertas cerradas. Fue elegido por un período de ocho años y dejó claro que su mandato terminaría después de subir al trono danés.

## Matrimonio y descendencia

### Boda

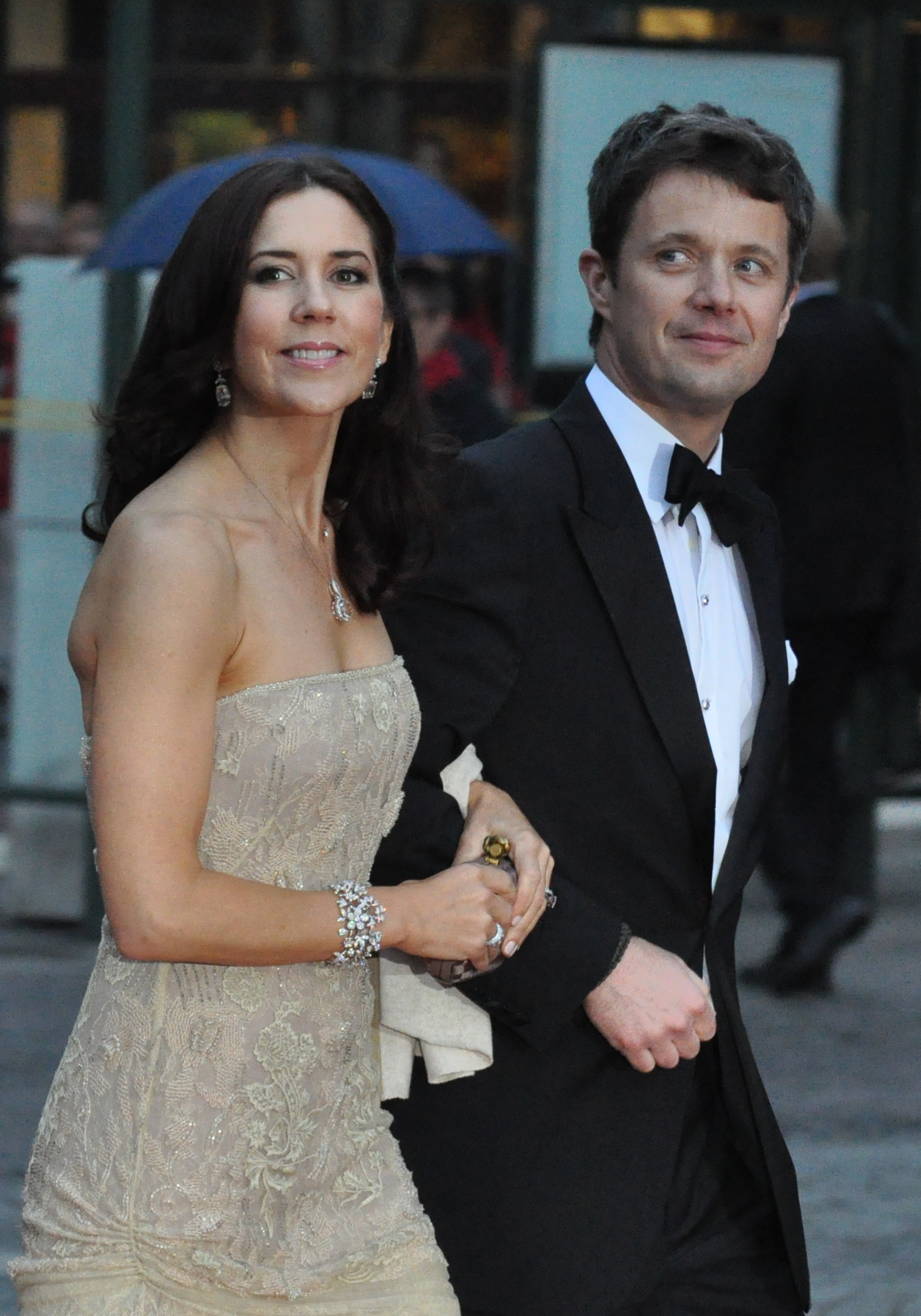
Los príncipes herederos de Dinamarca, Federico y María en la víspera de la boda de Victoria de Suecia (2010).

El 14 de mayo de 2004 contrajo matrimonio en la catedral de Copenhague con Mary Elizabeth Donaldson, quien después de contraer matrimonio tomó el nombre de María de Dinamarca. El banquete nupcial tuvo lugar en el palacio de Fredensborg.

### Hijos
- Príncipe Cristián Valdemar Enrique Juan, nacido el 15 de octubre de 2005.
- Princesa Isabel Enriqueta Ingrid Margarita, nacida el 21 de abril de 2007.
- Príncipe Vicente Federico Minik Alejandro, nacido el 8 de enero de 2011.
- Princesa Josefina Sofía Ivalo Matilde, nacida el 8 de enero de 2011.

## Otros datos
- Actualmente los reyes residen en un edificio en el Palacio de Fredensborg, llamado La Casa de la Cancillería. Se espera que vaya a Amalienborg en algún momento del futuro.
- Como descendiente de la princesa británica Margarita de Connaught, Federico está en la línea de sucesión al trono británico, aunque de forma muy lejana. También está en la línea de sucesión al trono de Suecia, aunque igualmente de forma lejana (en esta línea, está en la posición número 214).
- En su estadía en Estados Unidos, donde estudió durante un tiempo en la Universidad de Harvard, utilizó el nombre Frederik Henriksen (Federico, Hijo de Henrik), esto se debe a que la Familia Real Danesa "no tiene" apellidos. Fue el soltero más conocido y codiciado de Dinamarca, e incluso fue bautizado (no se sabe a ciencia cierta si oficialmente) como el "Príncipe Turbo" por su afición a las motos. Posee varios tatuajes en su cuerpo, aunque nunca se ha hablado mucho de ese tema, sólo se han podido apreciar a través de fotografías exclusivas que han aparecido en revistas del corazón europeo.[94]“No es una moda, dice, son dos tatuajes que simbolizan y representan los momentos de mi vida más significativos: “Mi estancia en el cuerpo de Buceadores y mi viaje a través del norte de Groenlandia con 14 perros y un trineo”.[63] Confirmando su popularidad, el príncipe fue elegido varias veces el Danés del Año en su país[5] y, de manera divertida en el año 2011 los niños daneses acabaron atribuyéndole un título similar. Fue nominado para el título de Danés del Año por los telespectadores de Nickelodeon. La justificación, ser un padre comprensivo de cuatro niños..[95]
- En 2013, confirmó su popularidad con el público danés, obteniendo la aprobación de 77%.[96] En 2016, más de 90% votaron que será un buen rey.[11]
- En documental sobre el Palacio Amalienborg, en marzo de 2016, la reina dice que Federico está listo para ser rey, mientras se recordaba que el príncipe heredero participa en las más diferentes e invisibles tareas reales que pasan detrás de las gruesas paredes de Amalienborg.[97]
- Es padrino de bautismo de la princesa Ingrid Alexandra de Noruega, del príncipe Óscar de Suecia, y de su sobrino, el conde Nicolás de Monpezat.
- En 2023, los tabloides de la prensa amarillista publicaron que el príncipe Federico estaría sosteniendo una relación extra matrimonial con la socialite mexicana Genoveva Casanova, exesposa de Cayetano Martínez de Irujo, IV duque de Arjona y XIII conde de Salvatierra, grande de España.[98]

## Reinado
El príncipe heredero Federico sucedió a su madre, la reina Margarita, como rey de Dinamarca el 14 de enero de 2024. La abdicación al trono de la monarca fue anunciada por ella misma durante su discurso de Fin de Año el 31 de diciembre de 2023, y ocurrió dos años después que tuviera lugar su jubileo de oro.
Después de ascender al trono, la primera ministra Mette Frederiksen lo proclamó rey desde el balcón del Palacio de Christiansborg. Su lema es "Forbundne, forpligtet, for Kongeriget Danmark" (en español: "Unidos, comprometidos, por el Reino de Dinamarca"), el primer lema que no menciona a Dios desde Federico VII.
Federico es el primer monarca danés en casi nueve siglos en ascender al trono tras una abdicación y no tras la muerte de su predecesor.

## Tratamientos, títulos, armas y distinciones

### Tratamientos
| ● 26 de mayo de 1968-17 de enero de 1972:  | Su alteza real el príncipe Federico de Dinamarca                    |
| ● 17 de enero de 1972-29 de abril de 2008: | Su alteza real el príncipe heredero de Dinamarca                    |
| ● 29 de abril de 2008-14 de enero de 2024: | Su alteza real el príncipe heredero de Dinamarca, conde de Monpezat |
| ● 14 de enero de 2024-presente:            | Su majestad el rey                                                  |

### Escudos de armas y emblemas
|                              |
| Escudo como rey de Dinamarca |

|                 |
| Estandarte real |

|                                            |
| Escudo como príncipe heredero (hasta 2024) |

|                                               |
| Monograma como príncipe heredero (hasta 2024) |

### Distinciones honoríficas
Distinciones honoríficas danesas
- Caballero de la Orden del Elefante (14/01/1972).
- Medalla Conmemorativa de las Bodas de Plata de la reina Margarita II y el príncipe Enrique (10/06/1992).
- Medalla Conmemorativa del Jubileo de Plata de la reina Margarita II (14/01/1997).
- Caballero gran comandante de la Orden de Dannebrog (01/01/2004).
- Medalla de Oro al Servicio Meritorio (Groenlandia, 23/02/2004).[101]
- Medalla Conmemorativa del 350 Aniversario de la Guardia Real Danesa (30/06/2008).
- Medalla Conmemorativa del 70° Aniversario del príncipe consorte Enrique (11/06/2009).
- Medalla Conmemorativa del 70° Aniversario de la reina Margarita II (16/04/2010).
- Medalla Conmemorativa del Jubileo de Rubí de la reina Margarita II (14/01/2012).
- Medalla Conmemorativa del 75° Aniversario de la reina Margarita II (16/04/2015).[102]
- Medalla Conmemorativa de las Bodas de Oro de la Reina Margarita II y el Príncipe Enrique (10/06/2017).
- Medalla Conmemorativa del Príncipe Enrique (11/06/2018).
- Medalla Conmemorativa del 80° Aniversario de la reina Margarita II (16/04/2020).
- Medalla Conmemorativa del Jubileo de Oro de la Reina Margarita II (14/01/2022).
- Distintivo de Honor de la Cruz Roja Danesa (29/02/2024).[103]

Distinciones honoríficas extranjeras
- Caballero de la Orden de los Serafines (Reino de Suecia, 02/06/1993).
- Caballero gran cruz de la Orden de San Olaf (Reino de Noruega, 1990).
- Caballero de primera clase de la Orden de la Cruz de Terra Mariana (República de Estonia).
- Caballero comandante de la Orden del Arca de Oro (Reino de los Países Bajos).
- Caballero gran cruz de la Orden de la Rosa Blanca (República de Finlandia).
- Caballero gran cordón de la Orden de Leopoldo (Reino de Bélgica).
- Caballero gran cruz de la Orden del Mérito de la República Federal de Alemania (República Federal de Alemania).
- Caballero gran cordón de la Suprema Orden del Renacimiento (Reino Hachemita de Jordania).
- Caballero gran cruz de la Orden del Halcón (Islandia, 1996).
- Gran oficial de la Orden de las Tres Estrellas (República de Letonia).
- Caballero Gran Cruz de la Orden de las Tres Estrellas (República de Letonia).
- Caballero gran cruz de la Orden de la Cruz del Sur (República Federativa del Brasil).
- Caballero gran cruz de la Orden de Adolfo de Nassau (Gran Ducado de Luxemburgo).
- Caballero gran cruz de la Orden de Honor (República Helénica).
- Caballero gran cruz de la Orden de la Estrella de Rumania (Rumanía).
- Caballero de primera clase de la Orden de los Montes Balcanes (República de Bulgaria, 2006).
- Caballero gran cordón de la Suprema Orden del Crisantemo (Estado de Japón).
- Caballero gran cruz de la Orden de Río Branco (República Federativa del Brasil).
- Caballero gran cruz de la Orden al Mérito de la República Italiana (República Italiana, 19/10/1993).[104]
- Caballero gran cruz de la Ilustrísima Orden de Chula Chom Klao (Reino de Tailandia).
- Miembro de la Orden del Soberano Benevolente (Reino de Nepal, 17/10/1989).
- Medalla Conmemorativa del Enlace de la Princesa Heredera Victoria con Daniel Westling (Reino de Suecia, 19/06/2010).
- Caballero gran cruz de la Orden del León Neerlandés (Reino de los Países Bajos, 17/03/2015).[105]
- Caballero Gran Cruz [Clase Especial] de la Orden del Águila Azteca (Estados Unidos Mexicanos, 13/04/2016).[106]
- Medalla Conmemorativa del 70° Aniversario del rey Carlos XVI Gustavo (Reino de Suecia, 30/04/2016).
- Caballero gran cruz de la Orden Nacional del Mérito (República Francesa, 28/08/2018).
- Medalla Conmemorativa del Jubileo de Oro del Rey Carlos XVI Gustavo (Reino de Suecia, 15/09/2023).
- Caballero gran cruz de la Real Orden de Isabel la Católica (Reino de España, 24/10/2023).[107]
- Collar de la Orden del Nilo (República Árabe de Egipto, 05/12/2024).
- Caballero gran collar de la Orden de la Rosa Blanca (República de Finlandia, 04/03/2025).
- Caballero gran cruz de la Orden de la Legión de Honor (República Francesa, 31/03/2025).

## Ancestros
| \| \| \| \| \| \| \| \| \| \| \| \| \| \| \| \| \| \| \| \| 16. Arístides de Laborde de Monpezat \| \| \| \| \| \| \| \| \| \| \| \| \| \| \| \| \| \| \| \| \| \| \| \| \| \| \| \| \| \| \| \| \| \| \| \| \| \| \| \| \| \| \| \| \| \| \| \| \| \| \| \| \| \| 8. Enrique de Laborde de Monpezat \| \| \| \| \| \| \| \| \| \| \| \| \| \| \| \| \| \| \| \| \| \| \| \| \| \| \| \| \| \| \| \| \| \| \| \| \| \| \| \| \| \| \| \| \| \| \| \| \| \| \| \| \| \| 17. Juana Emilia Borde \| \| \| \| \| \| \| \| \| \| \| \| \| \| \| \| \| \| \| \| \| \| \| \| \| \| \| \| \| \| \| \| \| \| \| \| \| \| \| \| \| \| \| \| \| \| \| \| \| \| \| \| \| \| 4. Andrés de Laborde de Monpezat \| \| \| \| \| \| \| \| \| \| \| \| \| \| \| \| \| \| \| \| \| \| \| \| \| \| \| \| \| \| \| \| \| \| \| \| \| \| \| \| \| \| \| \| \| \| \| \| \| \| \| \| \| \| 18. Eugenio Hallberg \| \| \| \| \| \| \| \| \| \| \| \| \| \| \| \| \| \| \| \| \| \| \| \| \| \| \| \| \| \| \| \| \| \| \| \| \| \| \| \| \| \| \| \| \| \| \| \| \| \| \| \| \| \| 9. Enriqueta Hallberg \| \| \| \| \| \| \| \| \| \| \| \| \| \| \| \| \| \| \| \| \| \| \| \| \| \| \| \| \| \| \| \| \| \| \| \| \| \| \| \| \| \| \| \| \| \| \| \| \| \| \| \| \| \| 19. Clara Vernhes \| \| \| \| \| \| \| \| \| \| \| \| \| \| \| \| \| \| \| \| \| \| \| \| \| \| \| \| \| \| \| \| \| \| \| \| \| \| \| \| \| \| \| \| \| \| \| \| \| \| \| \| \| \| 2. Enrique de Laborde, I conde de Monpezat \| \| \| \| \| \| \| \| \| \| \| \| \| \| \| \| \| \| \| \| \| \| \| \| \| \| \| \| \| \| \| \| \| \| \| \| \| \| \| \| \| \| \| \| \| \| \| \| \| \| \| \| \| \| 20. Juan Alfredo Doursenot \| \| \| \| \| \| \| \| \| \| \| \| \| \| \| \| \| \| \| \| \| \| \| \| \| \| \| \| \| \| \| \| \| \| \| \| \| \| \| \| \| \| \| \| \| \| \| \| \| \| \| \| \| \| 10. Mauricio Doursenot \| \| \| \| \| \| \| \| \| \| \| \| \| \| \| \| \| \| \| \| \| \| \| \| \| \| \| \| \| \| \| \| \| \| \| \| \| \| \| \| \| \| \| \| \| \| \| \| \| \| \| \| \| \| 21. María Luisa Barrière \| \| \| \| \| \| \| \| \| \| \| \| \| \| \| \| \| \| \| \| \| \| \| \| \| \| \| \| \| \| \| \| \| \| \| \| \| \| \| \| \| \| \| \| \| \| \| \| \| \| \| \| \| \| 5. Renata Yvonne Doursenot \| \| \| \| \| \| \| \| \| \| \| \| \| \| \| \| \| \| \| \| \| \| \| \| \| \| \| \| \| \| \| \| \| \| \| \| \| \| \| \| \| \| \| \| \| \| \| \| \| \| \| \| \| \| 22. Leonardo Gay \| \| \| \| \| \| \| \| \| \| \| \| \| \| \| \| \| \| \| \| \| \| \| \| \| \| \| \| \| \| \| \| \| \| \| \| \| \| \| \| \| \| \| \| \| \| \| \| \| \| \| \| \| \| 11. Margarita Gay \| \| \| \| \| \| \| \| \| \| \| \| \| \| \| \| \| \| \| \| \| \| \| \| \| \| \| \| \| \| \| \| \| \| \| \| \| \| \| \| \| \| \| \| \| \| \| \| \| \| \| \| \| \| 23. Margarita Laforest \| \| \| \| \| \| \| \| \| \| \| \| \| \| \| \| \| \| \| \| \| \| \| \| \| \| \| \| \| \| \| \| \| \| \| \| \| \| \| \| \| \| \| \| \| \| \| \| \| \| \| \| \| \| 1. Federico X, rey de Dinamarca \| \| \| \| \| \| \| \| \| \| \| \| \| \| \| \| \| \| \| \| \| \| \| \| \| \| \| \| \| \| \| \| \| \| \| \| \| \| \| \| \| \| \| \| \| \| \| \| \| \| \| \| \| \| 24. Federico VIII, rey de Dinamarca \| \| \| \| \| \| \| \| \| \| \| \| \| \| \| \| \| \| \| \| \| \| \| \| \| \| \| \| \| \| \| \| \| \| \| \| \| \| \| \| \| \| \| \| \| \| \| \| \| \| \| \| \| \| 12. Cristián X, rey de Dinamarca \| \| \| \| \| \| \| \| \| \| \| \| \| \| \| \| \| \| \| \| \| \| \| \| \| \| \| \| \| \| \| \| \| \| \| \| \| \| \| \| \| \| \| \| \| \| \| \| \| \| \| \| \| \| 25. Princesa Luisa de Suecia \| \| \| \| \| \| \| \| \| \| \| \| \| \| \| \| \| \| \| \| \| \| \| \| \| \| \| \| \| \| \| \| \| \| \| \| \| \| \| \| \| \| \| \| \| \| \| \| \| \| \| \| \| \| 6. Federico IX, rey de Dinamarca \| \| \| \| \| \| \| \| \| \| \| \| \| \| \| \| \| \| \| \| \| \| \| \| \| \| \| \| \| \| \| \| \| \| \| \| \| \| \| \| \| \| \| \| \| \| \| \| \| \| \| \| \| \| 26. Federico Francisco III, gran duque de Mecklemburgo-Schwerin \| \| \| \| \| \| \| \| \| \| \| \| \| \| \| \| \| \| \| \| \| \| \| \| \| \| \| \| \| \| \| \| \| \| \| \| \| \| \| \| \| \| \| \| \| \| \| \| \| \| \| \| \| \| 13. Duquesa Alejandrina de Mecklemburgo-Schwerin \| \| \| \| \| \| \| \| \| \| \| \| \| \| \| \| \| \| \| \| \| \| \| \| \| \| \| \| \| \| \| \| \| \| \| \| \| \| \| \| \| \| \| \| \| \| \| \| \| \| \| \| \| \| 27. Gran duquesa Anastasia Mijáilovna de Rusia \| \| \| \| \| \| \| \| \| \| \| \| \| \| \| \| \| \| \| \| \| \| \| \| \| \| \| \| \| \| \| \| \| \| \| \| \| \| \| \| \| \| \| \| \| \| \| \| \| \| \| \| \| \| 3. Margarita II, reina de Dinamarca \| \| \| \| \| \| \| \| \| \| \| \| \| \| \| \| \| \| \| \| \| \| \| \| \| \| \| \| \| \| \| \| \| \| \| \| \| \| \| \| \| \| \| \| \| \| \| \| \| \| \| \| \| \| 28. Gustavo V, rey de Suecia \| \| \| \| \| \| \| \| \| \| \| \| \| \| \| \| \| \| \| \| \| \| \| \| \| \| \| \| \| \| \| \| \| \| \| \| \| \| \| \| \| \| \| \| \| \| \| \| \| \| \| \| \| \| 14. Gustavo VI Adolfo, rey de Suecia \| \| \| \| \| \| \| \| \| \| \| \| \| \| \| \| \| \| \| \| \| \| \| \| \| \| \| \| \| \| \| \| \| \| \| \| \| \| \| \| \| \| \| \| \| \| \| \| \| \| \| \| \| \| 29. Princesa Victoria de Baden \| \| \| \| \| \| \| \| \| \| \| \| \| \| \| \| \| \| \| \| \| \| \| \| \| \| \| \| \| \| \| \| \| \| \| \| \| \| \| \| \| \| \| \| \| \| \| \| \| \| \| \| \| \| 7. Princesa Ingrid de Suecia \| \| \| \| \| \| \| \| \| \| \| \| \| \| \| \| \| \| \| \| \| \| \| \| \| \| \| \| \| \| \| \| \| \| \| \| \| \| \| \| \| \| \| \| \| \| \| \| \| \| \| \| \| \| 30. Príncipe Arturo, duque de Connaught y Strathearn \| \| \| \| \| \| \| \| \| \| \| \| \| \| \| \| \| \| \| \| \| \| \| \| \| \| \| \| \| \| \| \| \| \| \| \| \| \| \| \| \| \| \| \| \| \| \| \| \| \| \| \| \| \| 15. Princesa Margarita de Connaught \| \| \| \| \| \| \| \| \| \| \| \| \| \| \| \| \| \| \| \| \| \| \| \| \| \| \| \| \| \| \| \| \| \| \| \| \| \| \| \| \| \| \| \| \| \| \| \| \| \| \| \| \| \| 31. Princesa Luisa Margarita de Prusia \| \| \| \| \| \| \| \| \| \| \| \| \| \| \| \| \| \| \| \| \| \| \| \| \| \| \| \| \| \| \| \| \| \| \| \| \| \| \| \| \| \| \| \| \| \| \| \| \| \| \| \| |                                                                 |  |  |  |  |  |  |  |  |  |  |  |  |  |  |  |
| |                                                                 |  |  |  |  |  |  |  |  |  |  |  |  |  |  |  |
| | 16. Arístides de Laborde de Monpezat                            |  |  |  |  |  |  |  |  |  |  |  |  |  |  |  |
| |                                                                 |  |  |  |  |  |  |  |  |  |  |  |  |  |  |  |
| |                                                                 |  |  |  |  |  |  |  |  |  |  |  |  |  |  |  |
| | 8. Enrique de Laborde de Monpezat                               |  |  |  |  |  |  |  |  |  |  |  |  |  |  |  |
| |                                                                 |  |  |  |  |  |  |  |  |  |  |  |  |  |  |  |
| |                                                                 |  |  |  |  |  |  |  |  |  |  |  |  |  |  |  |
| | 17. Juana Emilia Borde                                          |  |  |  |  |  |  |  |  |  |  |  |  |  |  |  |
| |                                                                 |  |  |  |  |  |  |  |  |  |  |  |  |  |  |  |
| |                                                                 |  |  |  |  |  |  |  |  |  |  |  |  |  |  |  |
| | 4. Andrés de Laborde de Monpezat                                |  |  |  |  |  |  |  |  |  |  |  |  |  |  |  |
| |                                                                 |  |  |  |  |  |  |  |  |  |  |  |  |  |  |  |
| |                                                                 |  |  |  |  |  |  |  |  |  |  |  |  |  |  |  |
| | 18. Eugenio Hallberg                                            |  |  |  |  |  |  |  |  |  |  |  |  |  |  |  |
| |                                                                 |  |  |  |  |  |  |  |  |  |  |  |  |  |  |  |
| |                                                                 |  |  |  |  |  |  |  |  |  |  |  |  |  |  |  |
| | 9. Enriqueta Hallberg                                           |  |  |  |  |  |  |  |  |  |  |  |  |  |  |  |
| |                                                                 |  |  |  |  |  |  |  |  |  |  |  |  |  |  |  |
| |                                                                 |  |  |  |  |  |  |  |  |  |  |  |  |  |  |  |
| | 19. Clara Vernhes                                               |  |  |  |  |  |  |  |  |  |  |  |  |  |  |  |
| |                                                                 |  |  |  |  |  |  |  |  |  |  |  |  |  |  |  |
| |                                                                 |  |  |  |  |  |  |  |  |  |  |  |  |  |  |  |
| | 2. Enrique de Laborde, I conde de Monpezat                      |  |  |  |  |  |  |  |  |  |  |  |  |  |  |  |
| |                                                                 |  |  |  |  |  |  |  |  |  |  |  |  |  |  |  |
| |                                                                 |  |  |  |  |  |  |  |  |  |  |  |  |  |  |  |
| | 20. Juan Alfredo Doursenot                                      |  |  |  |  |  |  |  |  |  |  |  |  |  |  |  |
| |                                                                 |  |  |  |  |  |  |  |  |  |  |  |  |  |  |  |
| |                                                                 |  |  |  |  |  |  |  |  |  |  |  |  |  |  |  |
| | 10. Mauricio Doursenot                                          |  |  |  |  |  |  |  |  |  |  |  |  |  |  |  |
| |                                                                 |  |  |  |  |  |  |  |  |  |  |  |  |  |  |  |
| |                                                                 |  |  |  |  |  |  |  |  |  |  |  |  |  |  |  |
| | 21. María Luisa Barrière                                        |  |  |  |  |  |  |  |  |  |  |  |  |  |  |  |
| |                                                                 |  |  |  |  |  |  |  |  |  |  |  |  |  |  |  |
| |                                                                 |  |  |  |  |  |  |  |  |  |  |  |  |  |  |  |
| | 5. Renata Yvonne Doursenot                                      |  |  |  |  |  |  |  |  |  |  |  |  |  |  |  |
| |                                                                 |  |  |  |  |  |  |  |  |  |  |  |  |  |  |  |
| |                                                                 |  |  |  |  |  |  |  |  |  |  |  |  |  |  |  |
| | 22. Leonardo Gay                                                |  |  |  |  |  |  |  |  |  |  |  |  |  |  |  |
| |                                                                 |  |  |  |  |  |  |  |  |  |  |  |  |  |  |  |
| |                                                                 |  |  |  |  |  |  |  |  |  |  |  |  |  |  |  |
| | 11. Margarita Gay                                               |  |  |  |  |  |  |  |  |  |  |  |  |  |  |  |
| |                                                                 |  |  |  |  |  |  |  |  |  |  |  |  |  |  |  |
| |                                                                 |  |  |  |  |  |  |  |  |  |  |  |  |  |  |  |
| | 23. Margarita Laforest                                          |  |  |  |  |  |  |  |  |  |  |  |  |  |  |  |
| |                                                                 |  |  |  |  |  |  |  |  |  |  |  |  |  |  |  |
| |                                                                 |  |  |  |  |  |  |  |  |  |  |  |  |  |  |  |
| | 1. Federico X, rey de Dinamarca                                 |  |  |  |  |  |  |  |  |  |  |  |  |  |  |  |
| |                                                                 |  |  |  |  |  |  |  |  |  |  |  |  |  |  |  |
| |                                                                 |  |  |  |  |  |  |  |  |  |  |  |  |  |  |  |
| | 24. Federico VIII, rey de Dinamarca                             |  |  |  |  |  |  |  |  |  |  |  |  |  |  |  |
| |                                                                 |  |  |  |  |  |  |  |  |  |  |  |  |  |  |  |
| |                                                                 |  |  |  |  |  |  |  |  |  |  |  |  |  |  |  |
| | 12. Cristián X, rey de Dinamarca                                |  |  |  |  |  |  |  |  |  |  |  |  |  |  |  |
| |                                                                 |  |  |  |  |  |  |  |  |  |  |  |  |  |  |  |
| |                                                                 |  |  |  |  |  |  |  |  |  |  |  |  |  |  |  |
| | 25. Princesa Luisa de Suecia                                    |  |  |  |  |  |  |  |  |  |  |  |  |  |  |  |
| |                                                                 |  |  |  |  |  |  |  |  |  |  |  |  |  |  |  |
| |                                                                 |  |  |  |  |  |  |  |  |  |  |  |  |  |  |  |
| | 6. Federico IX, rey de Dinamarca                                |  |  |  |  |  |  |  |  |  |  |  |  |  |  |  |
| |                                                                 |  |  |  |  |  |  |  |  |  |  |  |  |  |  |  |
| |                                                                 |  |  |  |  |  |  |  |  |  |  |  |  |  |  |  |
| | 26. Federico Francisco III, gran duque de Mecklemburgo-Schwerin |  |  |  |  |  |  |  |  |  |  |  |  |  |  |  |
| |                                                                 |  |  |  |  |  |  |  |  |  |  |  |  |  |  |  |
| |                                                                 |  |  |  |  |  |  |  |  |  |  |  |  |  |  |  |
| | 13. Duquesa Alejandrina de Mecklemburgo-Schwerin                |  |  |  |  |  |  |  |  |  |  |  |  |  |  |  |
| |                                                                 |  |  |  |  |  |  |  |  |  |  |  |  |  |  |  |
| |                                                                 |  |  |  |  |  |  |  |  |  |  |  |  |  |  |  |
| | 27. Gran duquesa Anastasia Mijáilovna de Rusia                  |  |  |  |  |  |  |  |  |  |  |  |  |  |  |  |
| |                                                                 |  |  |  |  |  |  |  |  |  |  |  |  |  |  |  |
| |                                                                 |  |  |  |  |  |  |  |  |  |  |  |  |  |  |  |
| | 3. Margarita II, reina de Dinamarca                             |  |  |  |  |  |  |  |  |  |  |  |  |  |  |  |
| |                                                                 |  |  |  |  |  |  |  |  |  |  |  |  |  |  |  |
| |                                                                 |  |  |  |  |  |  |  |  |  |  |  |  |  |  |  |
| | 28. Gustavo V, rey de Suecia                                    |  |  |  |  |  |  |  |  |  |  |  |  |  |  |  |
| |                                                                 |  |  |  |  |  |  |  |  |  |  |  |  |  |  |  |
| |                                                                 |  |  |  |  |  |  |  |  |  |  |  |  |  |  |  |
| | 14. Gustavo VI Adolfo, rey de Suecia                            |  |  |  |  |  |  |  |  |  |  |  |  |  |  |  |
| |                                                                 |  |  |  |  |  |  |  |  |  |  |  |  |  |  |  |
| |                                                                 |  |  |  |  |  |  |  |  |  |  |  |  |  |  |  |
| | 29. Princesa Victoria de Baden                                  |  |  |  |  |  |  |  |  |  |  |  |  |  |  |  |
| |                                                                 |  |  |  |  |  |  |  |  |  |  |  |  |  |  |  |
| |                                                                 |  |  |  |  |  |  |  |  |  |  |  |  |  |  |  |
| | 7. Princesa Ingrid de Suecia                                    |  |  |  |  |  |  |  |  |  |  |  |  |  |  |  |
| |                                                                 |  |  |  |  |  |  |  |  |  |  |  |  |  |  |  |
| |                                                                 |  |  |  |  |  |  |  |  |  |  |  |  |  |  |  |
| | 30. Príncipe Arturo, duque de Connaught y Strathearn            |  |  |  |  |  |  |  |  |  |  |  |  |  |  |  |
| |                                                                 |  |  |  |  |  |  |  |  |  |  |  |  |  |  |  |
| |                                                                 |  |  |  |  |  |  |  |  |  |  |  |  |  |  |  |
| | 15. Princesa Margarita de Connaught                             |  |  |  |  |  |  |  |  |  |  |  |  |  |  |  |
| |                                                                 |  |  |  |  |  |  |  |  |  |  |  |  |  |  |  |
| |                                                                 |  |  |  |  |  |  |  |  |  |  |  |  |  |  |  |
| | 31. Princesa Luisa Margarita de Prusia                          |  |  |  |  |  |  |  |  |  |  |  |  |  |  |  |
| |                                                                 |  |  |  |  |  |  |  |  |  |  |  |  |  |  |  |
| |                                                                 |  |  |  |  |  |  |  |  |  |  |  |  |  |  |  |